# 우드랜드 무늬

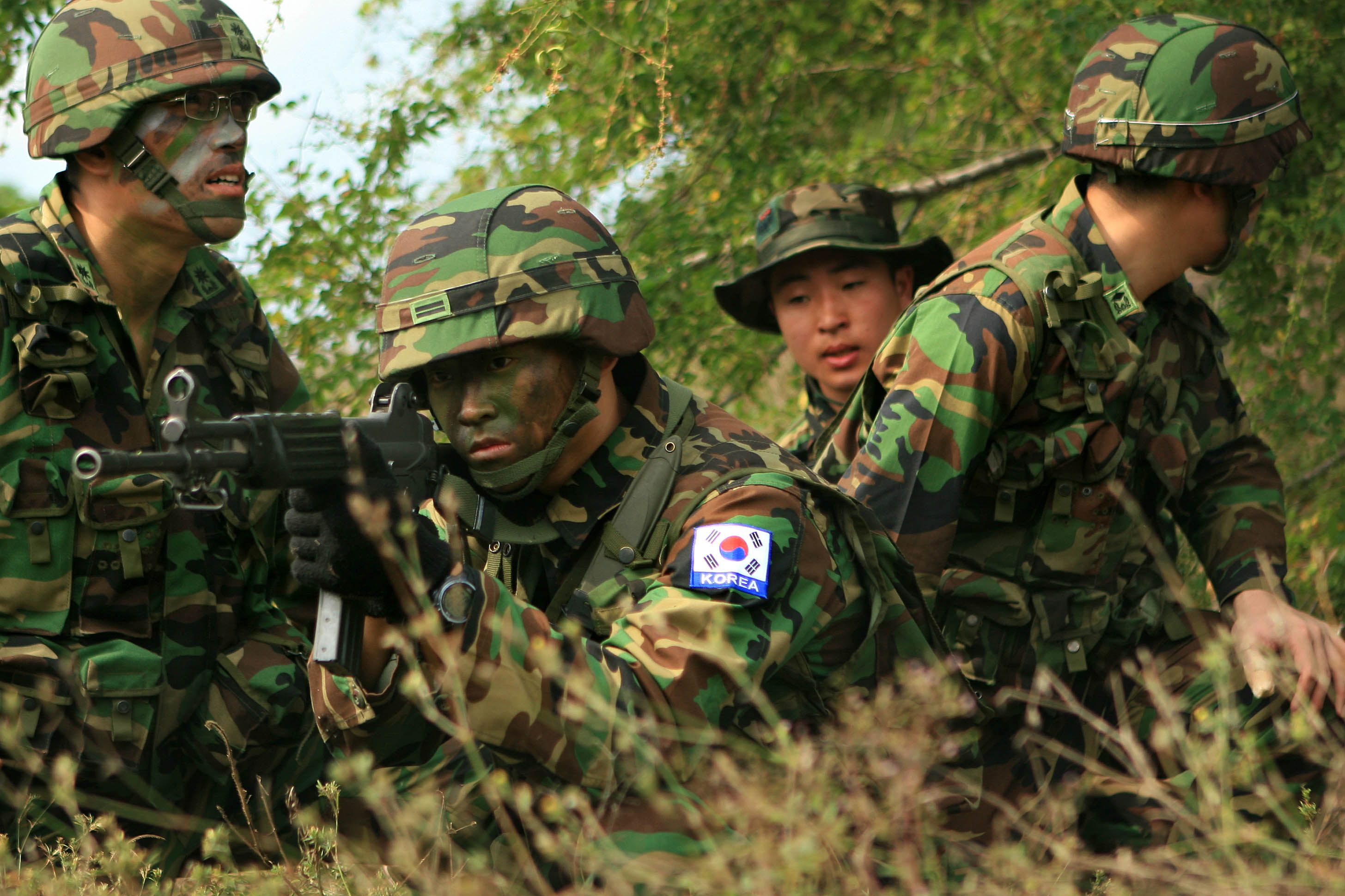
우드랜드 군복을 착용한 한국 해병대 군인들

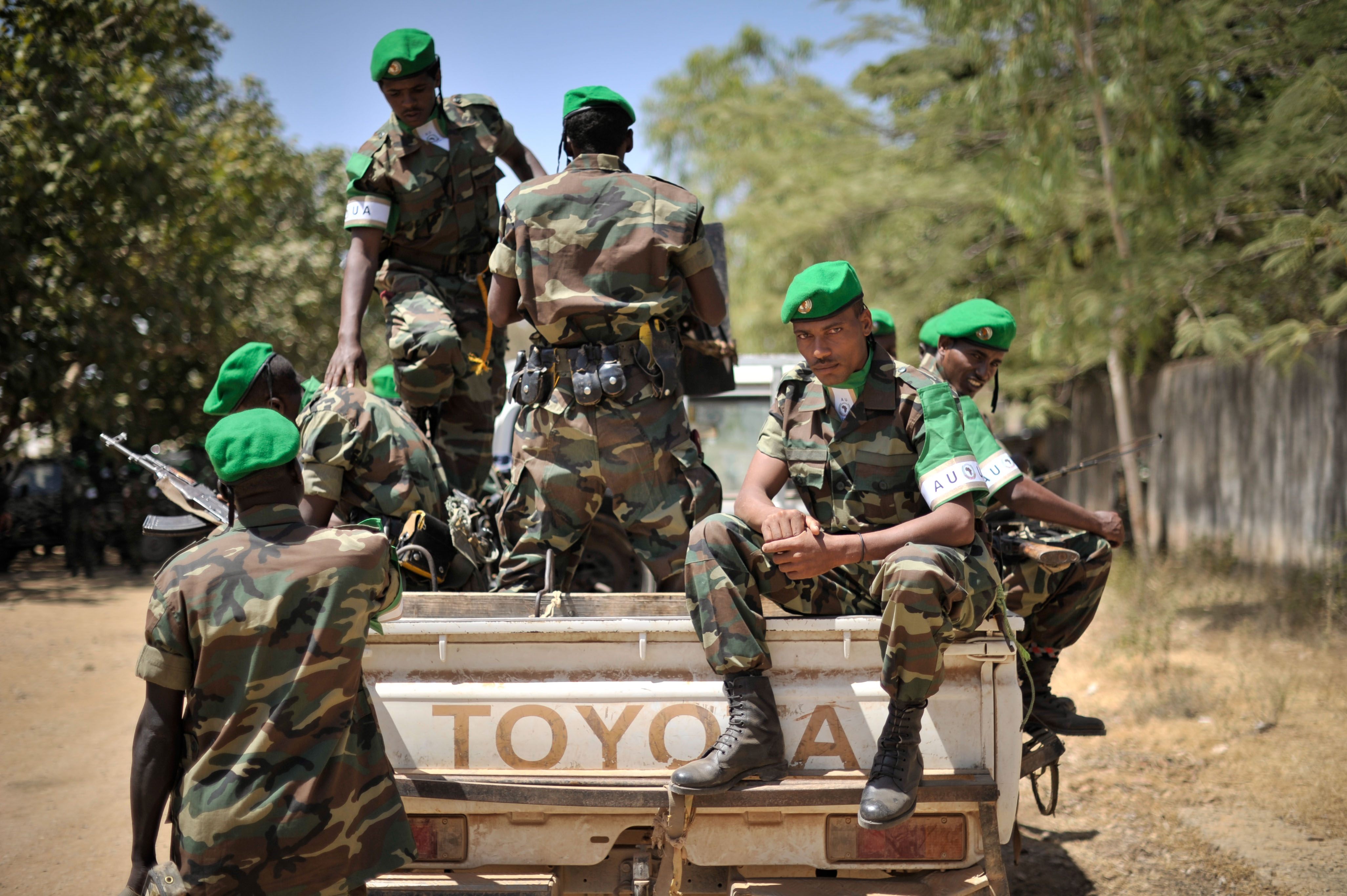
우드랜드 군복을 착용한 에티오피아 군인들

우드랜드 무늬(영어: Woodland Camouflage Pattern)은 미국 육군 군인 시스템 센터에서 개발한 군용 의류이다. 1981년에 개발되었으며, 1980년대 초부터 오늘날까지 사용되고 있다. 미군 육군이 처음 채택하였으며, 이후 다양한 국가들이 채택하였다.

## 상세

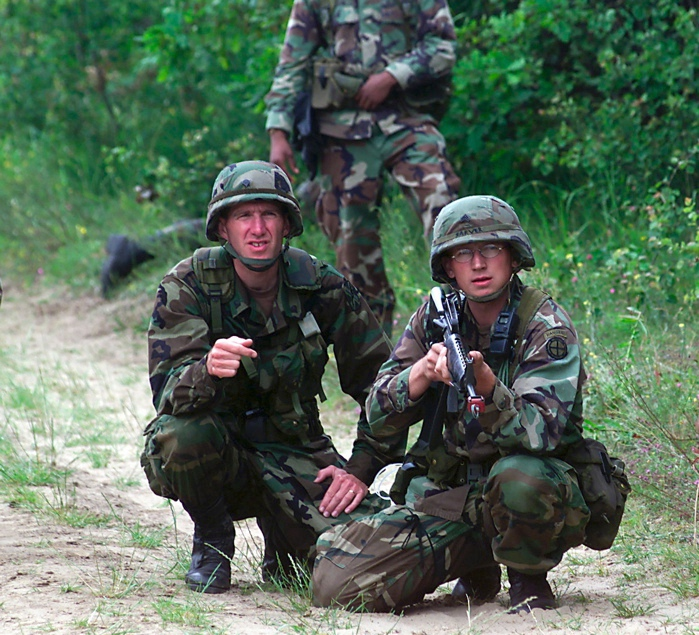
우드랜드 군복을 착용한 미국 주방위군 병사들

우드랜드 무늬를 바탕으로 한 전투복은 미국에 의해서 1981년에 개발되었다. 미국을 비롯한 선진국 국가들은 우드랜드 군복을 1980년대부터 1990년대 후반까지 사용하였다. 한국군은 1980년대부터 2000년대 후반까지 사용하였으며, 얼룩 무늬 군복 및 개구리 군복으로 잘 알려져 있다. 비국가 행위자들 중 탈레반과 같은 반군들이 이를 노획하여 사용하고 있다. 프랑스 군대와 더불어 아프리카 국가들의 군대는 오늘날에도 우드랜드 계열 군복을 제식에 사용중에 있다.
발렌시아가와 같은 패션 브랜드 회사들이 제품으로 제작한다.

## 사용 국가
- 미국
- 영국
- 프랑스
- 한국
- 튀르키예
- 파나마
- 아르헨티나
- 보스니아
- 아르메니아